# Lucía Méndez
 (mai 2023).
Le contenu est difficilement compréhensible vu les erreurs de traduction, qui sont peut-être dues à l'utilisation d'un logiciel de traduction automatique.
Lucía Leticia Méndez Pérez, née le 26 janvier 1951 ou en 1955, à León au Mexique, est une actrice, chanteuse et femme d'affaires mexicaine-américaine.

## Biographie
Lucía Méndez commence sa carrière en 1972 quand le journal mexicain El Heraldo lance le concours de beauté El Rostro (qui signifie "le visage"). Elle remporte ce titre, puis apparaît dans un rôle non crédité dans un film nommé Vuelven los Campeones Justicieros. Elle effectue quelques apparitions dans quelques films pendant les années 1970, y compris les enfants de Sanchez (1978), avec les légendes mexicaines Anthony Quinn et Dolores del Río. Elle commence à la télévision mexicaine avec un petit rôle dans Muchacha italiana Viene un casarse (1971) avec Angélica María, Cartas péché Destino (1973), La Terre (1974), Mundos Opuestos (1975). Sa popularité se développe en Amérique latine grâce au succès de sa telenovela Viviana aux côtés d'Héctor Bonilla, puis Colorina (1980) et Vanessa (1982) où elle devient la première star d'une novela à être tuée dans le scénario. Elle joue dans Tu o Nadie (1985), et en 1988 elle assure le double rôle de Leonor de Santiago et Diana Salazar dans le soap-opera El Retorno Extraño de Diana Salazar (1988), écrit par Carlos Olmos.
Elle apparaît dans Amor de Nadie (1990), puis dans Marielena (1992) où elle incarne une jeune Cubaine en exil.
D'autres feuilletons comprennent : Señora Tentacion (1994) Tres Veces Sofía (1998) et Golpe Bajo (2000).
Dans le domaine de la musique Méndez enregistrera son premier album de platine en 1975 aux côtés de compositeur Juan Gabriel . L'album, Siempre Estoy Pensando En Ti (« Toujours penser à toi»), a apporté son énorme succès dans le domaine. [ Citation nécessaire ] Elle a enregistré pas moins de cinq albums avec Gabriel, ce lui a valu la reconnaissance et la crédibilité en tant que chanteuse, et non seulement cela, mais ses albums ont été certifiés or et platine. [ citation nécessaire ]
Ses autres films sont El Ministro y yo (1975), avec Cantinflas, Más nègre Que la noche (1976), La Ilegal (1979) , Los Renglones Torcidos de Dios (1981), et El Maleficio (1985).
En 1980, elle s'est ouverte à un plus large public du genre de la musique pop . En guise d'introduction de Gabriel, Méndez collaborera avec Camilo Sesto, qui a également contribué à la chanson thème de la production Colorina. Sesto et Méndez libèrent en 1982 son premier album pop, Cerca De Ti (" Closer To You "). L'album comprend pas moins de cinq singles , "Amiga Mia" (Mon ami), " " Que Clase De Hombre Eres Tu" ("Quel genre d'homme es-tu"), "coupable O Innocente" (" innocent ou coupable "), "Te Tengo En Mis Manos" ("Je te tiens dans mes mains") et le 1 # single, "Atada Un Nada" ("s'attache à rien"). Mendez a continué à travailler avec les producteurs espagnols. Sur son prochain album, elle travaillera avec Honorario Herrero.
1983 a introduit Méndez équipe avec Herrero . Ils commencent une longue séquence de hits radio, qui à l'époque était inconnu pour une étoile latine en haut des charts de musique en Espagne [ citation nécessaire ] . Elle a enregistré " Enamorada / In Love . " L'ensemble déclencherait jusqu'à cinq singles avec un film du même nom . Cette même année 1983, elle a été couronnée comme Reine de Viña del Mar au Festival de Viña del Mar au Chili.
En 1984, Méndez a publié , "Solo Una Mujer / Une seule femme , " de nouveau par Herrero . Ils publié simples avec la vidéo, Xe- Tu, la comparaison espagnol à MTV [ citation nécessaire ] , aurait ses vidéos en rotation lourde sur leur spectacle . Les célibataires étaient la chanson-titre de l'auto , " La Luna De Cancún / Le Cancún Lune ", " Don Corazón / M. . Heart" et " Corazón De Piedra / Heart Of Stone », devient une seule platine.
En 1985, elle joue aux côtés de Andrés García et Salvador Pineda dans la Tú succès international o Nadie, en utilisant deux chansons sur le thème de son album "Solo Una Mujer », « Corazón de Piedra " (" Heart of Stone ") et " Don Corazón " , qui est devenu écrasant succès sur les palmarès de la musique mexicaine et latino-américains . Elle a aussi retourné en studio d'enregistrement pour enregistrer son quatrième album pop . Elle a travaillé pour la dernière fois aux côtés Compositeur espagnol, Herrero . La musique rythmée plaisir se termine avec la sortie de " Te Quiero / Je t'aime . " Mendez utilisé à nouveau la forme de vidéo à obtenir plus de visibilité et de couverture à la télévision . Elle libère les singles , " Te Quiero / Je t'aime », « Amor Imposible / Impossible Love " et " La Ola Del Amor / La vague d'amour . "
En 1987, son single " Castígame / punir Me" atteint le sommet des charts . La chanson-titre est devenu un hit dans les deux côtés de l'Atlantique . Le prochain grand succès , " Yo No Se Quererte Más / Je ne sais pas comment t'aimer plus , " avait deux vidéos de l'accompagner. La chanson a été reçu avec le même enthousiasme . L'album est devenu autre médaille d'or et la certification de platine . Un autre coup de promo a été lancé à la radio , "Que Tiene / Who Cares ».
Fin de vie et la carrière
Dans les années 90 Méndez réapparu avec deux productions . Après sa chanson "Nos Aburriremos Juntos " a été divulgué dans les voies respiratoires dès Novembre 1989, l'Amérique, l'album n'a pas été officiellement publié jusqu'en 1990, Lucía es . . . Luna Morena (" Lucía est ... Bronzé Lune ") .
Dans la même année, Méndez revint avec un autre feuilleton, Amor de nadie, aux côtés de Saúl Lisazo, berin Osborne et Fernando Allende . Dans Amor de nadie, elle a joué une victime de viol . Au cours de l'histoire, il y a cinq hommes qui se battent pour son amour . La chanson titre de l'opéra de savon est aussi devenu un hit pour Méndez.
Après Amor de nadie, Méndez s'est rendu à Miami après avoir été offert pour jouer dans ce qui serait son retour fracassant, Marielena, le feuilleton qui a consolidé sa carrière aux États-Unis et le reste du monde . Marielena était le deuxième feuilleton à être tourné à Miami après El magnat vedette Andrés García et Salvador Pineda . Son co-star dans ce cas était Eduardo Yáñez . Marielena fut le premier opéra non Televisa de savon Méndez a joué dans, et a provoqué le veto de 17 ans (abandonné en 2007) entre l'étoile et la société . [ Citation nécessaire ] En 1991, Lucía Méndez s'est rendu au Liban et a joué devant de la population libanaise plus d'un des concerts de musique . Ces concerts ont été organisés dans la région chrétienne du Nord de la capitale Beyrouth . Lucia Mendez est devenu célèbre au Liban après avoir montré une de ses vieilles séries télévisées . [ Citation nécessaire ] En 1994, Méndez a été invité à Porto Rico et a joué dans l'histoire romantique Señora Tentación, qui s'est avéré être un flop compte tenu de l'énorme succès de Marielena . Lucía Méndez semi- retraite d'agir, de mener une vie plus privée . Mais même si elle a fait mener une vie plus privée, elle était toujours sous l'œil du public, en raison de sa carrière professionnelle.
En 1998, elle a signé un contrat avec TV Azteca, grand rival de Televisa au Mexique . Son retour a été un succès en vedette dans Tres Veces Sofía aux côtés de Omar Fierro . Deux ans plus tard, elle a tiré un feuilleton TV Azteca, Golpe Bajo, avec Javier Gómez et Salvador Pineda . Golpe Bajo est le dernier feuilleton Méndez jusqu'ici après la fin de son contrat avec TV Azteca . En 2005, le producteur Salvador Mejía voulait Lucía Méndez à l'étoile de son énorme succès La Madrastra , [ citation nécessaire ] , mais enfin le rôle de premier plan a atterri sur Victoria Ruffo . En 2007 Lucía Méndez retourné à Televisa en 50 années de telenovelas commémorative Teleonvela " Amor péché Maquillaje " (Love w / o Make Up) .
Lucie a fait ses débuts comme un écrivain d'un feuilleton à Miami en 1998.
Méndez est revenu en 2008 dans le canal de télévision latino-américaine et espagnole États-Unis UNIVISION dans la version espagnole de "Desperate Housewives" - " Esposas Desesperadas " , dans le rôle joué à l'origine par Brenda Strong dans la version américaine.
Lucie a également commercialisé une gamme de produits de beauté, étant son parfum avec des phéromones " Vivir " et un supplément d'oxygène " Oxyvivir " ses meilleurs vendeurs.
Elle fait le tour " Reina de Reinas " pour les discothèques club gay à États-Unis et elle aura une tournée au Mexique appelé " Noches de Cabaret 2009" à partir de Juin 2009.
Elle a un nouvel album " Otra vez enamorada con un nuevo amanecer " avec les nouvelles versions de danse de ses succès et de nouveaux thèmes tels que « Un Nuevo Amanecer " a été son premier exposé au Teleton 2008 à México . Ce cd est due à être libéré au mois de mai 2009. Avec la libérés d'une nouvelle couverture de ses succès au Mexique, elle prouve pourquoi elle est la préférée de tout le monde gagne beaucoup d'attention et devient un succès instantané sur vend par AMPROFON, mettant l'accent sur la nouvelle musique donnant de grands présentations à la télévision, la radio et le retour à un rôle particulier dans " Mi Pecado " un savon avec une partie spéciale comme la clé du développement de l'histoire . C'est elle amène à une autre petite invitation spéciale comme un charme de chance dans la version mexicaine de Mi Gorda bella . Elle retours en 2010 avec un autre Cd . avec mariachi dans le cadre de son quatrième accord du contrat de cd de musique Sony . " Canto non homeaje un compadre mi" avec de grandes chansons et une vidéo Amor de u rato seule qui gagne un bon vendeur.
En 2011, Lucía a joué dans la telenovela Mexique Esperanza del Corazón, avec Fernando Allende et la star mexicaine Broadway Bianca Marroquin . Toujours en 2011, elle a été intronisée au Paseo de las Luminarias pour son travail en tant qu'artiste d'enregistrement et à la télévision.

## Discographie
- 2013 : Lo Esencial de Lucía Méndez 40 Aniversario
- 2010 : Canta un Homenaje a Juan Gabriel
- 2009 : Otra Vez Enamorada... con un Nuevo Amanecer
- 2004 : Vive
- 2001 : 20 Grandes Éxitos
- 2000 : Golpe Bajo (Original Soundtrack)
- 1999 : Dulce Romance
- 1998 : Todo o Nada
- 1994 : Señora Tentación
- 1993 : Se Prohibe
- 1992 : Marielena (Original Soundtrack)
- 1991 : Bésame
- 1990 : Amor de Nadie (Single)
- 1989 : Luna Morena
- 1988 : Mis Íntimas Razones
- 1987 : Acapulco, Acapulco (Single)
- 1986 : Castígame
- 1986 : Lo Mejor de Lucía Méndez
- 1985 : Te Quiero
- 1984 : Solo una Mujer
- 1983 : Enamorada
- 1982 : Cerca de Ti
- 1980 : Regálame Esta Noche
- 1979 : Sé Feliz
- 1978 : Viviana (Original Soundtrack)
- 1977 : La Sonrisa del Año
- 1977 : No Te Buscaré (Single)
- 1976 : Frente a Frente
- 1975 : Siempre estoy Pensando en Tí

## Singles
- Esperanza del corazón / Cerca (2011)
- Amor eterno (2010)
- ¿Por qué me haces llorar? (2010)
- Amor de un rato (2010)
- Un nuevo amanecer (2009)
- Enamorada (2009)
- Aunque me duela el alma / El cubano está loco(2004)
- La pareja dispareja (2004)
- Golpe bajo / Rehilete (2000)
- Perdóname(1999)
- Corazón de acero (1998)
- Todo o nada (1998)
- Ya la pagarás (1998)
- Señora tentación / Pecadora (1994)
- Pobre corazón (1994)
- Vete (1993)
- Se acabó / Se me antoja (1992)
- Bésame / La que más te ha querido (1992)
- Amor de nadie / Amor de nadie (Instrumental) (1990)
- Tormenta de Verano / Luna morena (Creo en el amor) (1990)
- Juntos por costumbre / No hay hombres (1990)
- Nos Aburriremos Juntos / ¿Quién Será? (1989)
- Aventurero (1988)
- Un Alma en Pena (1988)
- Morir un Poco (1988)
- Acapulco, Acapulco (1987)
- Yo No Sé Quererte Más / Amor por Amor (1987)
- Castígame / Mariposa (1986)
- Amor Imposible / No, No Más (1986)
- Infinitamente / México (1985)
- Te Quiero / La Ola de Amor (1985)
- Corazón de Piedra / Don Corazón (1984)
- Solo una Mujer / La Luna de Cancún (1984)
- Mi Amor, Amor / Cobarde (1983)
- Enamorada / Super Miedo (1983)
- Te Tengo en Mis Manos / Contigo o sin Ti (1982)
- Culpable o Inocente / ¿Qué Clase de Hombre Eres Tú? (1982)
- Atada a Nada / Amo Todo de Ti (1982)
- Colorina / Regálame Esta Noche (1980)
- Amor de Madrugada / Paloma Blanca (1979)
- Verte una Vez Más / Tengo Sed (1979)
- Viviana / Viviana (Instrumental) (1978)
- Asómate a Mi Alma / La Estrella (1977)
- La Sonrisa del Año / Presentimiento (1977)
- No Te Buscaré / Yo Sé que Está en Tu Corazón (1977)
- Hay que Saber Perder / Cariño Nuevo (1976)
- Frente a Frente / Mi Vida está Rosa (1976)
- No Me lo Tomes a Mal / Te Solté la Rienda (1975)
- ¿Por qué Me Haces Llorar? / La Última Canción (1975)
- Siempre Estoy Pensando en Ti / ¿Qué Pasó Corazoncito? (1975)

## Video clips
- Cerca (2011)
- Amor de un Rato (2010)
- La Pareja Dispareja (2004)
- Perdóname (1999)
- Ya la Pagarás (1998)
- Señora Tentación (1994)
- Vete (1993)
- Se Acabó (1992)
- La que Más Te ha Querido (1992)
- Un Poquito de Sabor (1991)
- Tormenta de Verano (1991)
- Amor de Nadie (1990)
- Devuélveme el Amor (1990)
- Secreto (1990)
- Juntos por Costumbre (Versión 2) (1990)
- Luna Morena (1990)
- Juntos por Costumbre (Versión 1) (1990)
- Nube Viajera (1990)
- No Hay Hombres (1990)
- ¿Quién Será? (1989)
- Nos Aburriremos Juntos (1989)
- Aventurero (1988)
- Un Alma en Pena (1988)
- Yo No Sé Quererte Más (Versión 2) (1987)
- Yo No Sé Quererte Más (Versión 1) (1987)
- Castígame (1986)
- Amor Imposible (1986)
- La Ola de Amor (1985)
- Te Quiero (1985)
- Don corazón (1984)
- Corazón de Piedra (1984)
- La Luna de Cancún (1984)
- Sólo una Mujer (1984)
- Amor a Dos (1983)
- Corazón de Fresa (1983)
- Cobarde (1983)
- Márchate de Aquí (1983)
- Parte de Mí (1983)
- Margarita (1983)
- Amor Volcánico (1983)
- Enamorada (1983)
- Escúchame (1982)
- Contigo o sin Ti (1982)
- ¿Qué Clase de Hombre Eres Tú? (1982)
- Culpable o Inocente (1982)
- Estrellita del Sur (1977)
- Frente a Frente (1976)
- ¿Qué Pasó Corazoncito? (1975)

## Filmographie

### Films
- 2007 : Malinche  (livre audio)
- 1996 : Confetti : Coco Freyre
- 1986 : El Maleficio II : Marcela
- 1984 : Enamorada
- 1982 : Los renglones torcidos de Dios : Alice Gould
- 1980 : La Ilegal : Claudia Bernal
- 1979 : Los Hijos de Sánchez : Marta Sánchez
- 1978 : The Children of Sanchez : Marta Sánchez
- 1976 : Juan Armenta, El Repatriado : Julia
- 1976 : El Ministro y Yo : Bárbara
- 1975 : Más Negro que la Noche : Marta
- 1974 : El Desconocido
- 1974 : Cabalgando a la Luna
- 1973 : El Hijo del Pueblo : Carmen
- 1972 : Vuelven los Campeones Justicieros

### Télévision
- 2011 : Esperanza del corazón : Lucrecia Duprís
- 2010 : Llena de amor : Eva Pavon (2 épisodes)
- 2009 : Mi pecado : Inés Roura (2 épisodes)
- 2007 : Amor sin Maquillaje : Lupita Velazquez
- 2000 : Golpe Bajo : Silvana Bernal
- 1998 : Tres Veces Sofía : Sofía Gutiérrez de Briseño
- 1994 : Señora Tentación : Rosa Moreno
- 1992 : Marielena : Marielena
- 1990 : Amor de Nadie : Sofía
- 1988 : El Extraño Retorno de Diana Salazar : Diana Salazar/Doña Leonor de Santiago
- 1985 : Tú o Nadie : Raquel Samaniego
- 1982 : Vanessa : Vanessa Reyes de Saint-Michel
- 1980 : Colorina : Colorina/Fernanda
- 1978 : Viviana : Viviana Lozano
- 1976 : Mundos Opuestos : Cecilia
- 1975 : Paloma : Rosa
- 1974 : La Tierra : Olivia
- 1973 : La Maestra Méndez
- 1973 : Cartas sin Destino
- 1972 : Muchacha Italiana Viene a Casarse